# ペリト・モレノ氷河

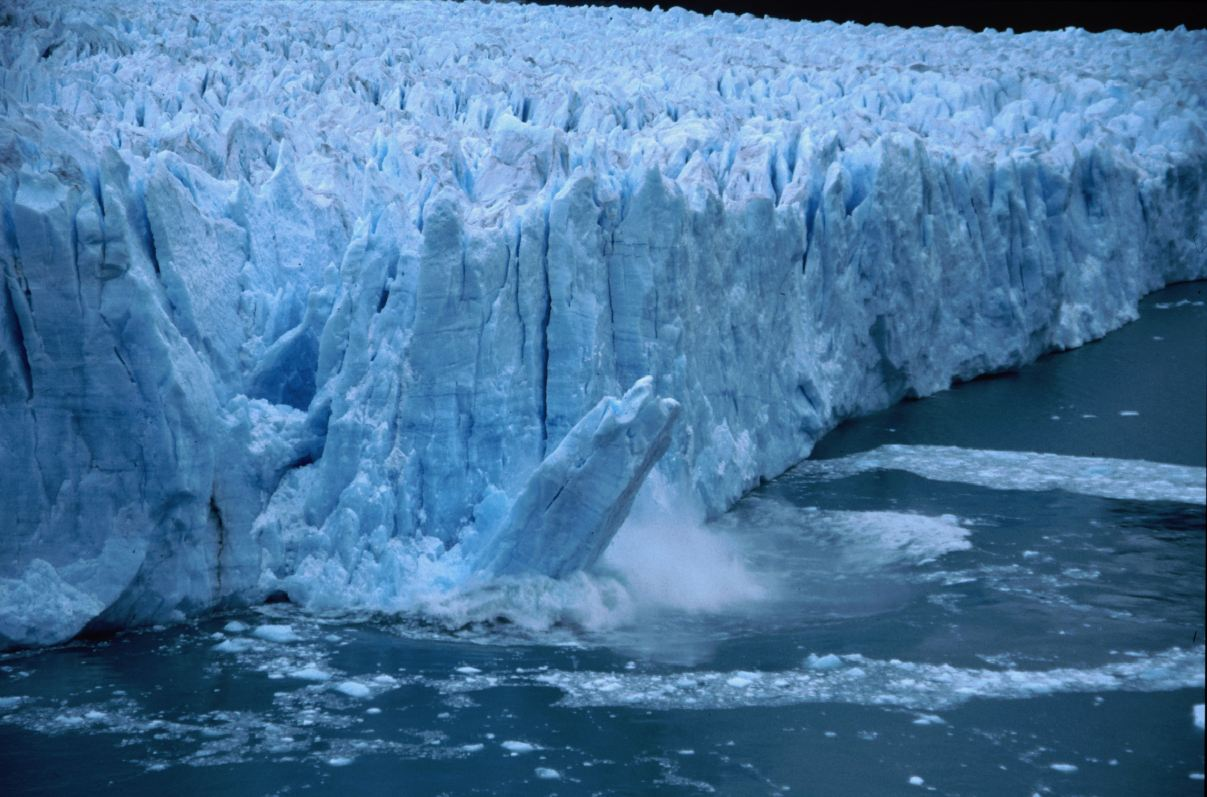
ペリト・モレノ氷河の先端部が崩落しているところ。

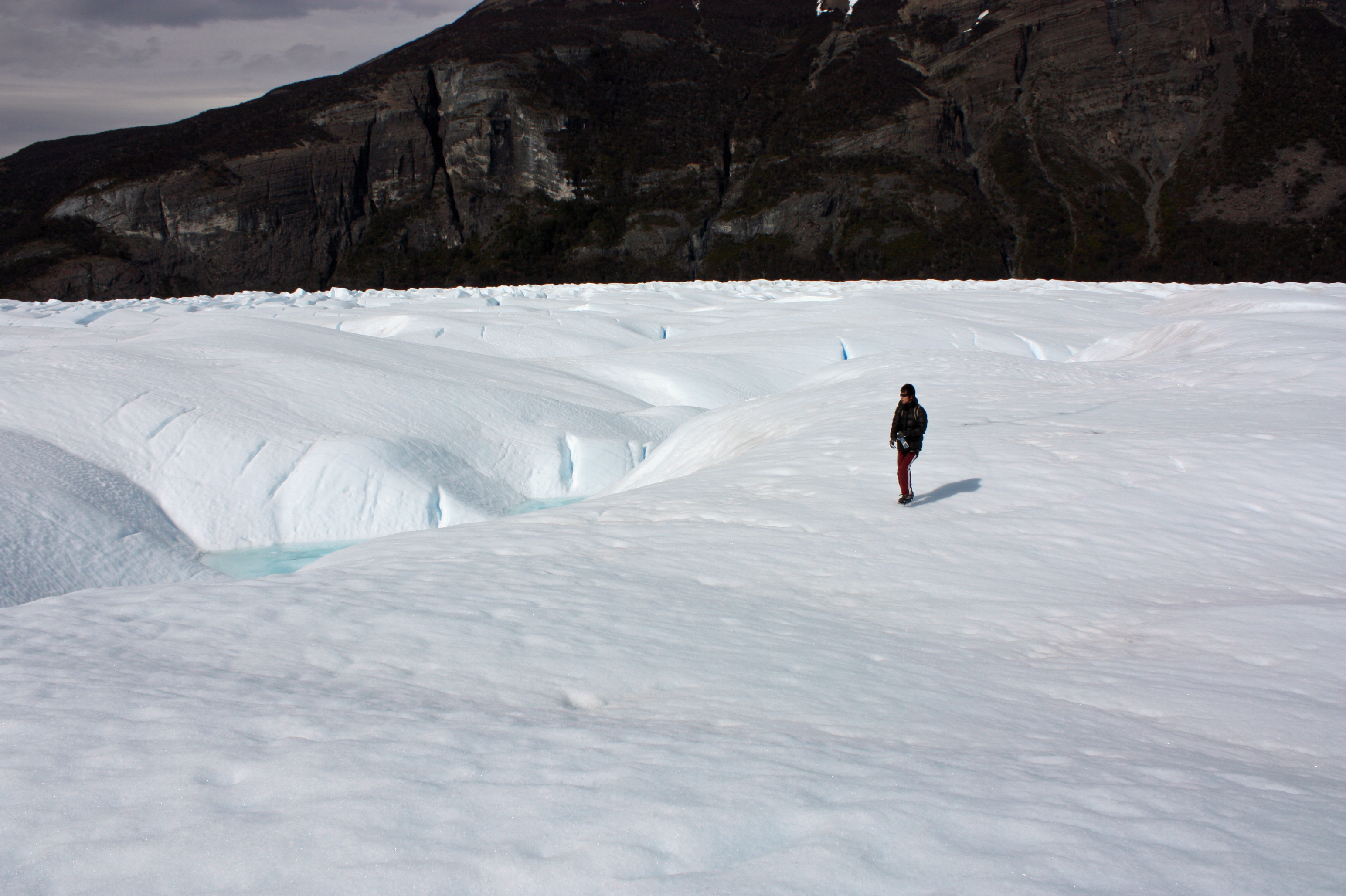
ペリト・モレノ氷河の上を歩いているところ。

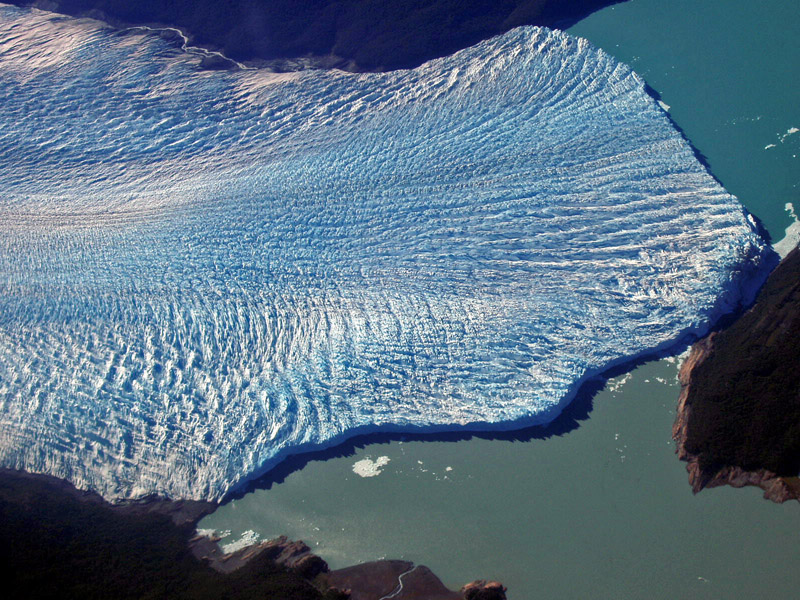
ペリト・モレノ氷河の先端部を上空から撮影したもの。アルヘンティーノ湖を2分しているのが見て取れる。

ペリト・モレノ氷河（スペイン語、Glaciar Perito Moreno）とは、南アメリカ大陸の南端部に存在する、氷河の1つである。この氷河は観光名所の1つとしても知られている。

## 概要
ペリト・モレノ氷河は、約250km2を覆っており、一番氷の厚い場所で約700mの厚さがある。この氷河は、アンデス山脈の南端部に存在する南パタゴニア氷原から流れ出す48本の氷河の1本である。また、この付近には幾つもの氷河が流れ込む湖として知られる、だいたい琵琶湖の2倍くらいの大きさのアルヘンティーノ湖が存在しており、この氷河も、最終的にこの湖へと流れ込む氷河の1つでもある。なお、この湖へ流れ込んでいる終端までの長さは約30kmである。この終端部では、幅約5kmに広がっており、湖面からの高さは約60mある。さらに、湖面下も含めた氷全体の高さは、約170mである。そして、この氷塊が1日当たり約2mの速さで湖へと流れ込んでいる。さらに氷河は湖をそのまま進み、時々湖の対岸まで達することによって、湖を2分することもある。そうなると湖のリコ水道側からは水が流出できなくなってしまうために、湖のリコ水道側の水位だけが約30m上昇する。この溜まった水の圧力によって、湖を2分していたペリト・モレノ氷河の先端部分の氷塊が破壊され、水位差が解消するということが繰り返し起こっている。ただし、氷河の流速である1日当たり約2mだからといって、この現象は定期的に起こっているわけではない。つまり、この氷河の長さは若干の変動が起こっていることを意味する。それでも巨視的に見れば、おおよそこの氷河の先端部の流速である1日当たり約2mの割合で、この氷河の先端部が失われるため、この氷河は前進も後退もしていないことになる。近年、地球温暖化の影響で後退する氷河が多い中、後退していない氷河というのは珍しく、多数の氷河が存在するパタゴニアにおいても後退していない氷河は、この氷河を含めて3つしか存在していない。

## 観光
ペリト・モレノ氷河は、おおよそ南緯50度29分、西経73度03分付近に位置し、この場所はアルゼンチンのサンタクルス州に属しており、この氷河の周辺は同国からロス・グラシアレス国立公園に指定されている。なお、ロス・グラシアレス（Los Glaciares）はスペイン語の「氷河」の複数形であり、同国立公園内には幾つもの氷河が存在しており、この氷河もそんな氷河の1つである。そして、この氷河はパタゴニアにおいて、重要な観光資源の1つとなっている。